# Helle Thomsen
Helle Thomsen (født 30. november 1970 i Frederikshavn) er en dansk håndboldtræner og tidligere håndboldspiller. Hun er nuværende cheftræner for Danmark.

## Spillerkarriere
Thomsen startede med at spille håndbold som 6-årig i Fredrikshavn KFUM. Siden tog hun over Frederikshavn fI til Lyngså BK, der på daværende tidspunkt var et af de bedste hold i landet. Her vandt hun bronzemedaljer i 1989-90-sæsonen.
Derefter tog hun til Skogn IL i Norge, efterfulgt af Drammen HK. I 1993 vendte hun tilbage til Danmark, hvor hun tog til Frederikshavn fI. Her vandt hun sølvmedaljer i 1996-97 sæsonen.
Fra 2001 til 2004 var hun spillende træner i Sindal IF.

## Trænerkarriere
Fra 2009 blev hun assistenttræner i TTH, hvor hun under Niels Agesen var med til at sikre oprykning fra 1. division i 2010. I 2010 blev hun tilbudt trænerposten i FOX Team Nord, der lige var blevet tvangsnedrykket til 3. division. Det takkede hun dog nej til, og blev som assistenttræner. 6 måneder senere blev hun assistenttræner i FC Midtjylland Håndbold.

### FC Midtjylland og Sverige
Hun var cheftræner for FC Midtjylland Håndbold fra 2012 til 2016. Mellem 1. juni 2014 og sommeren 2015 var hun derudover landstræner for det svenske damelandshold sammen med Thomas Sivertsson. I denne rolle var hun med til at føre svenskerne til bronzemedaljerne ved EM 2014.
Som træner for midtjylland har hun vundet DM-guld to gange, pokalturneringen 3 gange og EHF Cup'en én gang.
I 2016 blev hun fyret i Midtjylland på grund af 'uenigheder om fremtidsstrategie'; en beslutning, der kom bag på de fleste i håndbolddanmark.

### Holland og Bukarest
I 2016 blev hun cheftræner for Holland. Ved hendes første slutrunde, EM i 2016, vandt hun sølvmedaljer, da Holland tabte til Norge i finalen.
Et år senere vandt hun bronzemedaljer ved VM i 2017. Hendes sidste turnering med Holland var EM i 2018, hvor hun igen vandt bronzemedaljer.
I 2017 blev hun træner for den rumænske topklub CSM București, sideløbende med at hun var cheftræner for Holland. Her blev hun dog fyret i hendes første sæson på grund af dårlige resultater.

### Tilbagevenden til klubhåndbold
I 2018 blev hun træner for norske Molde Elite, hvor hun underskrev en 2-årig aftale. Da den udløb i 2020, forlod hun klubben.
I 2020 blev hun i træner i den tyrkiske klub Kastamonu Belediyesi GSK, hvor hun var én sæson. På trods af at hun havde en to-årig kontrakt, kunne hun forlade klubben efter et år på grund af en klausul in kontrakten. Derefter blev hun assistenttræner og siden cheftræner i den franske klub Neptunes de Nantes. Hun forlod klubben i 2024, efter hun blev løst af hendes kontrakt. Klubben var på det tidspunkt inde i en turbulent periode grundet økonomiske problemer, hvor flere nøglespillere og -personale forlod klubben.
I august 2024 vendte hun tilbage til CSM București, hvor hun igen blev cheftræner. Hun sagde i forbindelse med skiftet, at hun egentligt havde tænkt sig at vende tilbage til Danmark, men hun blev lokket af udsigten til at spille i Champions League.

### Dansk Landsholdstræner
I april 2025 blev det annonceret, at hun fra sommeren 2025 vil overtage positionen som Danmarks kvindelandsholds træner fra Jesper Jensen. Det gør hende til den bare anden kvinde, der er cheftræner for det danske kvindelandshold, efter Else Birkmose, der trænede landsholdet fra 1963 til 1965. Derfor stoppede hun i CSM București i sommeren 2025, ét år før hendes kontrakt udløb. Hun skrev kontrakt med DHF indtil 2028

## Titler

### Som træner

#### Landshold
Sverige
- EM i håndbold (kvinder):
  - Bronze: 2014

Holland
- VM i håndbold (kvinder):
  - Bronze: 2017
- EM i håndbold (kvinder):
  - Sølv: 2016
  - Bronze: 2018

#### Klub
- Damehåndboldligaen
  - Vinder: 2013, 2015
  - Sølv: 2014, 2016
- Pokalturneringen
  - Vinder: 2012, 2014, 2015

### Som spiller
- Damehåndboldligaen
  - Sølv: 1996-97
  - Bronze: 1989-90

## Privat
Helle Thomsen agerede plejeforældre for håndboldsspilleren Sabine Pedersen.